# Абдула Ахмед Али Јусуф
Абдула Еса Ахмед Али Јусуф (арап. عبدالله عيسى احمد علي يوسف, романизовано Abdulla Essa Ahmed Ali Yusuf; Манама, 20. новембар 2002) бахреински је пливач чија специјалност су спринтерске трке делфин стилом.

## Спортска каријера
Прве званичне наступе у сениорској конкуренцији на великим такмичењима имао је на светском првенству у малим базенима у кинеском Хангџоуу 2018.
На светским првенствима у великим базенима дебитовао је у корејском Квангџуу 2019. где се такмичио у две дисциплине. У трци на 50 делфин заузео је укупно 69. место у квалификацијама, док је деоницу од 100 делфин препливао у времену новог националног рекорда од 58,44 секунде (укупно 67. место).